# Trekkie

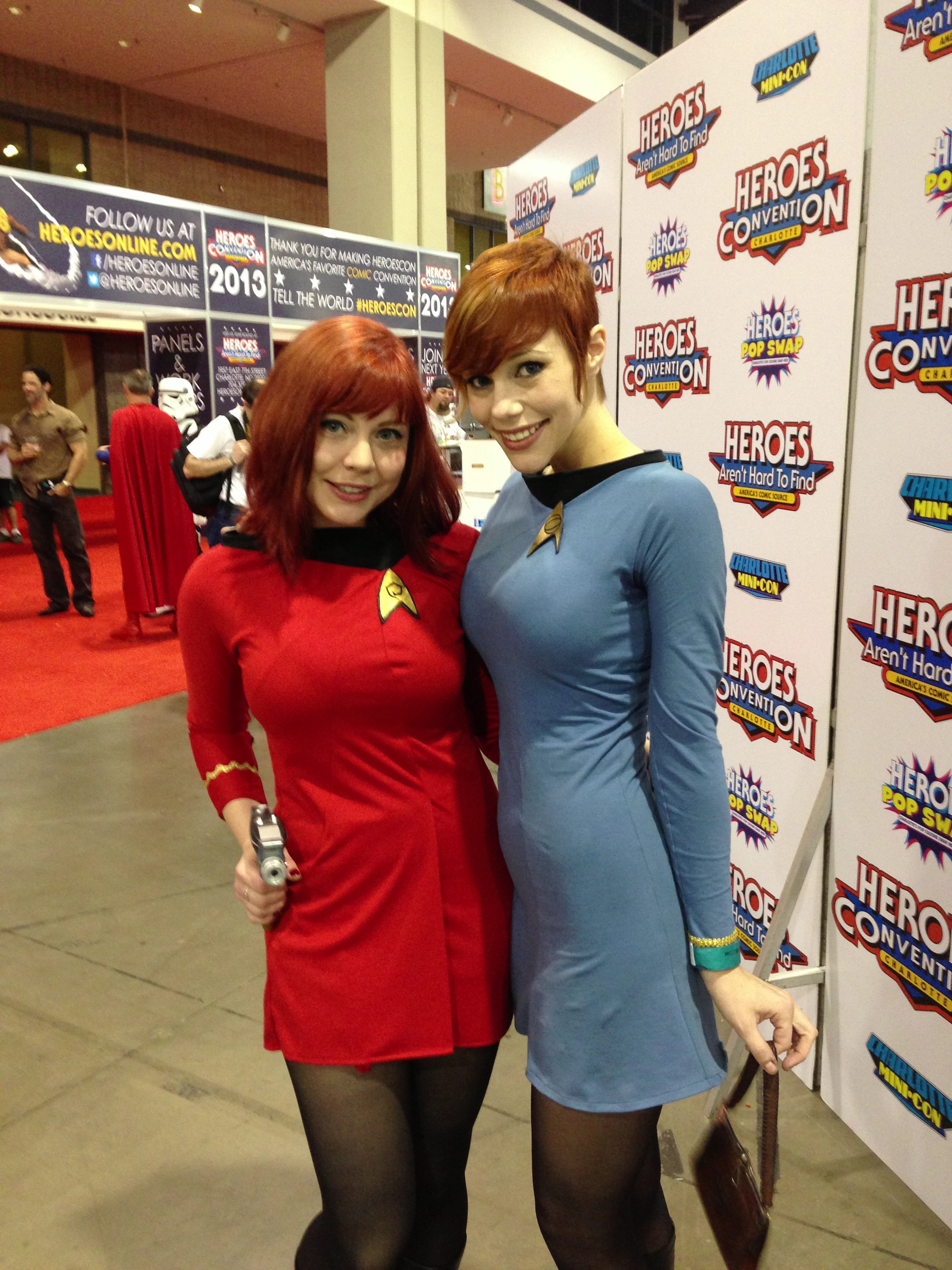
Trekkies in Verkleidung als Mitglieder der Sternenflotte 2013.

Trekkie oder Trekker ist die Bezeichnung für einen Anhänger der Fernsehserie Star Trek.
Einige Trekkies treffen sich regelmäßig bei Stammtischen (TrekDinner), besuchen so genannte Star-Trek-Conventions (in Deutschland z. B. FedCon, Galileo 7 Con), nehmen an Rollenspielen teil oder schreiben Fan-Fiction.
Der Begriff Trekkie ist in das Oxford English Dictionary (ungekürzte Fassung und Online-Ausgabe) eingetragen, was bisher noch keiner anderen Fangruppe gelang.

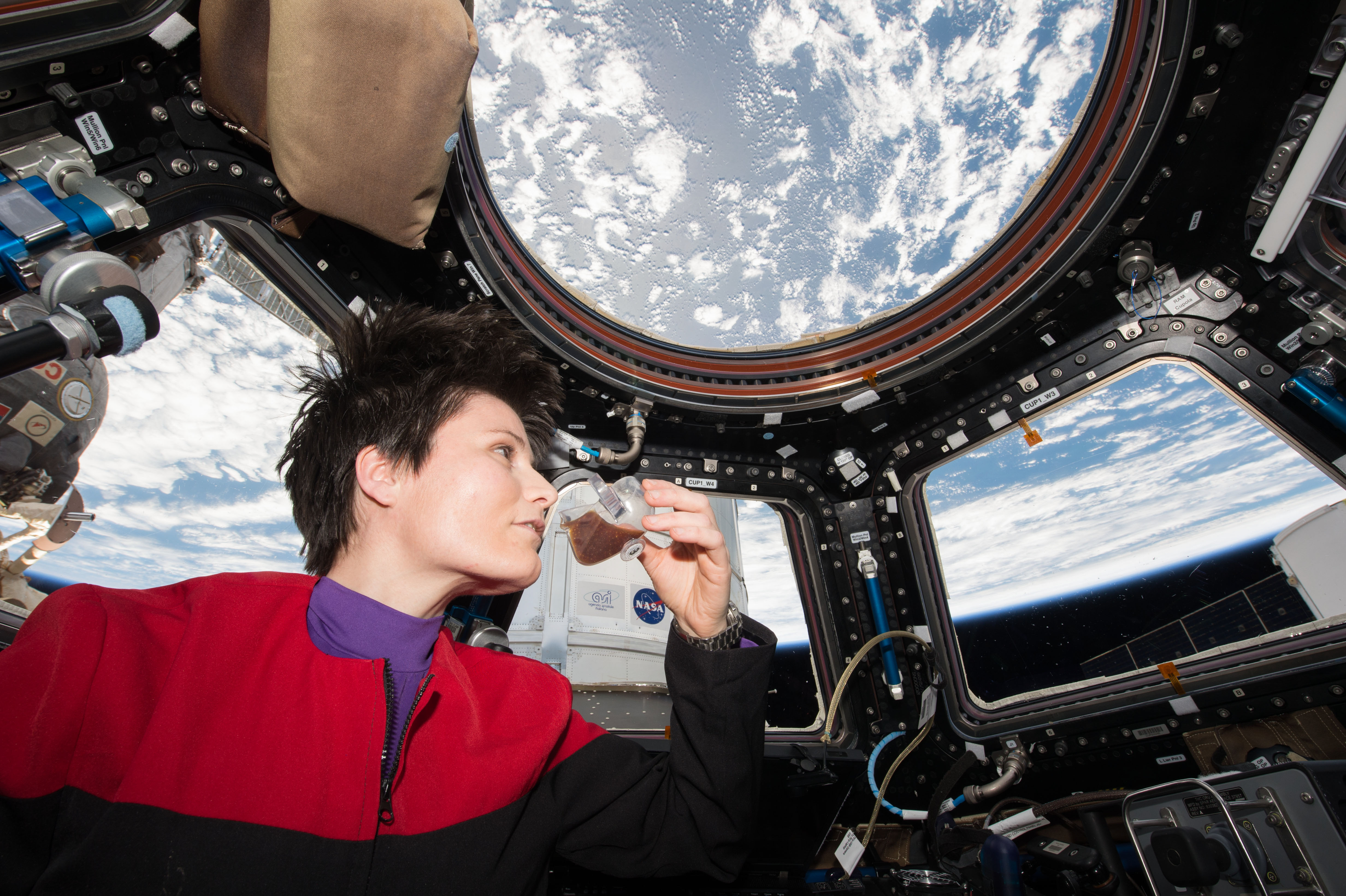
ISS-43 Samantha Cristoforetti trinkt Kaffee in der Cupola beim Tragen ihrer Star-Trek-Uniform

## Trekkies in verschiedenen Filmen
Denise Crosby hat zwei Dokumentationen über Star-Trek-Fans gedreht. In Trekkies (1997) wurden die (wohl extremsten) US-amerikanischen Star-Trek-Fans gezeigt. Die europäische Fan-Szene wurde in Trekkies 2 (2004) vorgestellt. Außerdem werden Trekkies zuweilen in US-amerikanischen TV-Serien wie Die Simpsons oder American Dad parodiert. Die Serie The Big Bang Theory handelt von vier jungen Physikern, welche ebenfalls Trekkies sind. In Galaxy Quest sowie in Fanboys spielen Trekkies ebenfalls eine Rolle.